# Voo Henan Airlines 8387
O voo Henan Airlines 8387 era a identificação da rota aérea regular entre Harbin e Yichun, em Heilongjiang, na República Popular da China, operada pela companhia Henan Airlines.
Na noite de 24 de agosto de 2010, às 21h38 no horário local, a aeronave se chocou contra o solo a cerca de mil metros da pista do aeroporto de Yichun (também conhecido como Yichun-Lindu), quando a tripulação tentava um pouso sem visibilidade.
O relatório final, divulgado em junho de 2012 pela agência estatal chinesa para segurança (CSAWS) concluiu que houve falha da tripulação, por não obedecer as normas de segurança para pouso sob nevoeiro.

## Aeronave
A aeronave envolvida neste acidente era um modelo Embraer E190-100LR, prefixo B-3130. Havia sido fabricado em agosto de 2008, seu nº de série era 19000223 e estava equipada com dois motores GE CF34-10E5.
De dezembro de 2008 a fevereiro de 2010 a aeronave foi operada pela também chinesa Kunpeng-Airlines, quando foi arrendada pela Henan Airlines.
Sua configuração era para 98 assentos (6 na classe executiva e 92 na econômica), mais 5 tripulantes. Até a data do acidente, estava com 5 109,6 horas de voo.
Estava em perfeitas condições de aeronavegabilidade e não houve registro de falhas durante o voo. Aeronave, motores e sistemas de combustível não apresentaram qualquer anormalidade. O peso e o centro de gravidade na decolagem estavam dentro dos limites especificados. Todos os ocupantes passaram na verificação normal de segurança e não foi detectada nenhuma anormalidade quanto às bagagens.

## Tripulação e passageiros
O comandante Qi Quanjun, 40 anos, tinha licença válida para atuar como piloto de aviação civil. O copiloto, de prenome Zhu, 26 anos, também estava com sua licença válida para atuar na aviação civil.
Ambos estavam com o número de horas de voo dentro dos requisitos legais, tinham boa saúde e não havia indícios de consumo de bebidas alcoólicas ou medicamentos nas 8 horas antecedentes ao voo. As três comissárias também estavam com a documentação regular.
Era a primeira operação da tripulação no aeroporto de Yichun.
Além dos 5 tripulantes, estavam no voo 91 passageiros. Deste total de 96 pessoas, 44 morreram.

## Henan Airlines
A empresa que operava o voo, Henan Airlines, formava uma joint venture com outra companhia aérea, a Shenzhen Airlines, participando com 20% do capital. Antes do acidente, a Henan havia adquirido cinco Embraer E190, e tinha operações em mais três aeroportos, além de Yichun.
Todo o gerenciamento e cargos-chave da Henan ficava sob a responsabilidade da Shenzhen.
Em novembro de 2009 e março de 2010, a Shenzhen havia sido investigada por supostos crimes econômicos. Em 19 abril de 2010, houve um aumento de capital com a entrada da Air China, participando com 51% da joint-venture.
Em 15 de julho de 2010, a Henan Airlines obteve da administração da aviação civil  chinesa, a autorização para operar a rota Harbin - Yichun utilizando o modelo Embraer E190. O início dos voos regulares de passageiros naquela rota foi em 10 de agosto de 2010.

## Aeroporto e condições climáticas
O aeroporto de Yichun está localizado na cidade de mesmo nome, na província de Heilongjiang. Possui uma pista de 2 300 metros de comprimento, com uma largura de 45 metros. Tem capacidade para operar com aeronaves como Airbus A320 e Boeing B737-700.
Havia recebido autorização para iniciar as operações em 26 de agosto de 2009, um ano antes do acidente. No dia do acidente, havia dois controladores de voo em boas condições físicas e experiência de acordo com os requisitos regulamentares. Não havia indícios de consumo de bebidas alcoólicas ou medicamentos nas 8 horas antecedentes ao acidente. Todos os procedimentos de segurança durante o evento foram cumpridos corretamente.
Os equipamentos de auxílio à navegação no aeroporto estavam funcionando, assim como os equipamentos de comunicação. O pavimento da pista do aeroporto também estava em boas condições.
O aeroporto de Yichun está localizado em um vale, com cerca de 90% de umidade relativa, especialmente à tarde, a partir das 17h até às 21h. Como a temperatura cai rapidamente neste horário e a velocidade do ar não ultrapassa 2 m/s, é comum ocorrer uma rápida condensação do vapor de água, condição básica para a formação de um nevoeiro conhecido como nevoeiro de radiação, que tem como característica, ser uma neblina espessa e baixa, afetando significativamente as operações em aeroportos.
Na noite do acidente, o observatório meteorológico do aeroporto emitiu boletins informando as condições de visibilidade. Às 19h, a visibilidade era de 10 000 metros, às 21h era de 8 000 metros. Às 21h08,  o observatório emitiu um boletim especial, alertando que a visibilidade havia sido reduzida para 2 800 metros e diminuindo rapidamente.

## Investigação do acidente
As investigações concluíram que o primeiro impacto da aeronave foi com árvores, a 1 110 metros da cabeceira da pista, às 21:38:08, no horário local. Em seguida, atingiu o solo com as rodas dos trens de pouso principais a 1 080 metros da cabeceira da pista, percorrendo no solo uma distância de 870 metros, quando os motores se chocaram com o terreno.
Neste impacto, os tanques nas asas se romperam, espalhando combustível e provocando o incêndio da aeronave. Os sobreviventes saíram pela porta atrás da cabine de comando e por aberturas na fuselagem. Devido ao impacto, as saídas de emergência não puderam ser abertas, e uma grande quantidade de fumaça se acumulou na cabine. O comandante, que sobreviveu ao acidente, não conseguiu organizar nem orientar a evacuação dos passageiros.

### Cronologia do acidente
20:51 - O voo decola de Harbin.
21:10 - A aeronave está a 6 300 metros de altitude, a 169 km de Yichun. A tripulação faz o primeiro conta(c)to com Yichun, que informa uma visibilidade de 2 800 metros no aeroporto.
21:16 - O controlador comunica à tripulação uma intensa formação de nevoeiro.
21:23 a 21:26 - a tripulação inicia o procedimento para pouso, descendo até a altitude é de 440 metros.
21:28:19 - O controlador alerta sobre a visibilidade "muito ruim".
21:28:38 - O controlador vê a aeronave passar sobre o aeroporto.
21:33:50 - A tripulação completa o procedimento, comunica estar vendo a pista e pede autorização para o pouso. São alertados que a mínima altitude na posição em que estava a aeronave era de 440 metros.
21:36:34 - A aeronave entra no nevoeiro de radiação.
21:36:49 - A tripulação desativa o piloto automático, passando ao comando manual do voo.
21:37:31 - A aeronave continua descendo e ultrapassa a altitude mínima de 440 metros. Neste momento, a tripulação não conseguia ver a pista e o procedimento correto seria arremeter.
21:37:52 - A altitude agora é de 335 metros a uma distância de 3 000 metros da pista.
21:38:05 a 21:38:08 - O alerta de altitude na cabine emite seguidos avisos de proximidade com o solo e ocorre o choque da aeronave.

### Causas

#### Causas diretas
- O comandante não obedeceu as normas de segurança especificadas no manual de operações de voo da Henan Airlines, mesmo tendo sido alertado que a visibilidade era de 2 800 metros e o mínimo especificado para operações com segurança naquele aeroporto era de 3 600 metros.
- As normas de segurança foram também desobedecidas pela tripulação, ao descer abaixo da altitude mínima determinada pelo controlador e sem conta(c)to visual com a pista. A tripulação ignorou ainda os alertas sonoros de proximidade com o solo, continuando a descida ao invés de retomar a altitude, levando a aeronave a se chocar com o terreno.

#### Causas indiretas
- Fraca gestão de segurança aérea na Henan. Havia questões pendentes de gestão de tecnologia na empresa. Segundo se apurou, o comandante Qi Quanjun tinha um histórico de falhas técnicas de procedimento, especialmente nas aproximações para pouso.
- Cada um dos tripulantes estava voando em Yichun pela primeira vez. Apesar dos riscos de segurança conhecidos no aeroporto, a comunicação e a cooperação entre os integrantes da tripulação era insuficiente, não havendo uma observação mútua dos procedimentos, para reduzir a probabilidade de erros.
- O treinamento em situações de emergência não atendia aos requisitos básicos, como utilização das saídas de emergência do E190.
- A licença para operar o voo de Harbin a Yichun foi concedida sem validação da rota e sem um programa de gestão de segurança.

## Relatório final
Em 29 de junho de 2012, o relatório final foi emitido pela agência estatal chinesa responsável pelas investigações.